# 馬越嘉彦
馬越 嘉彦（うまこし よしひこ、1968年7月30日 - ）は、日本の男性アニメーター、キャラクターデザイナー。フリーランス。愛媛県越智郡伯方町（現・今治市伯方町）出身。

## 略歴
東京アニメーター学院からムッシュオニオンにアニメーターとして入社。スタジオコクピットに移籍後、1992年の『スーパービックリマン』第12話「ボアボアの地下迷宮」で初の作画監督を担当。1994年のOVA『グラップラー刃牙』で初めてキャラクターデザインを担当。
その後、朝日放送テレビ制作日曜朝8時30分枠のアニメで『ママレード・ボーイ』『ご近所物語』『花より男子』でキャラクターデザイン、『おジャ魔女どれみ』シリーズのキャラクターコンセプトデザインをそれぞれ手掛けた。2010年の『ハートキャッチプリキュア!』キャラクターデザインで、東京国際アニメフェア2011・第10回東京アニメアワード個人部門キャラクターデザイン賞を受賞。

## 主な参加作品

### テレビアニメ
1991年
- 絶対無敵ライジンオー（1991年 - 1992年、原画）

1992年
- スーパービックリマン（1992年 - 1993年、原画・作画監督）

1993年
- 勇者特急マイトガイン（1993年 - 1994年、原画）

1994年
- ママレード・ボーイ（1994年 - 1995年、キャラクターデザイン・作画監督）

1995年
- ご近所物語（1995年 - 1996年、キャラクターデザイン）

1996年
- 地獄先生ぬ〜べ〜（1996年 - 1997年、原画）
- 超者ライディーン（1996年 - 1997年、原画）
- 花より男子（1996年 - 1997年、キャラクターデザイン・作画監督）

1997年
- 剣風伝奇ベルセルク（1997年 - 1998年、キャラクターデザイン・作画監督）

1998年
- 浦安鉄筋家族（作画監督）
- ああっ女神さまっ 小っちゃいって事は便利だねっ（コスチュームデザイン・作画監督）

1999年
- おジャ魔女どれみシリーズ（1999年 - 2003年、キャラクターデザイン・作画監督・原画）
- To Heart（原画）
- ONE PIECE（1999年 - 、OP原画・原画）

2001年
- カスミン（2001年 - 2003年、キャラクターデザイン・原画）
- サイボーグ009 THE CYBORG SOLDIER（2001年 - 2002年、原画）

2002年
- 最終兵器彼女（原画）
- 遊☆戯☆王デュエルモンスターズ（2000年 - 2004年、原画）
- ボンバーマンジェッターズ（2002年 - 2003年、原画）

2003年
- WOLF'S RAIN（原画）
- 明日のナージャ（2003年 - 2004年、原画）
- 花田少年史（原画）
- エアマスター（キャラクターデザイン、総作画監督）
- カレイドスター（原画）

2004年
- ふたりはプリキュア（OP原画）
- 十兵衛ちゃん2 〜シベリア柳生の逆襲〜（キャラクターデザイン・総作画監督・声優）
- KURAU Phantom Memory（原画）
- 砂ぼうず（原画）
- 冒険王ビィト（2004年 - 2005年、OP原画、サブタイトルデザイン）
- 鋼の錬金術師（OP4原画・原画）
- お伽草子（OP1原画・原画）
- 遙かなる時空の中で-八葉抄-（原画）
- ジパング（2004年 - 2005年、キャラクターデザイン・作画監督）

2005年
- 蟲師（2005年 - 2006年、キャラクターデザイン、作画監督）
- 甲虫王者ムシキング 森の民の伝説（2005年 - 2006年、キャラクターデザイン）
- ギャグマンガ日和（OP作画）
- ふしぎ星の☆ふたご姫（2005年 - 2006年、原画）
- ガイキング LEGEND OF DAIKU-MARYU（2005年 - 2006年、原画）
- 強殖装甲ガイバー（2005年 - 2006年、キャラクターデザイン）- 途中からキャラクターデザインはOLMの松原徳弘が担当。

2006年
- ふたりはプリキュア Splash Star（2006年 - 2007年、ED原画）
- 僕等がいた（原画）
- ギャグマンガ日和2（OP作画・作画監督・演出）
- 家庭教師ヒットマンREBORN!（2006年 - 2010年、原画・復活題字）
- DEATH NOTE（2006年 - 2007年、原画）
- 史上最強の弟子ケンイチ（2006年 - 2007年、原画）

2007年
- 天元突破グレンラガン（原画）
- Yes!プリキュア5（2007年 - 2008年、原画）
- 精霊の守り人（作画監督）
- ゆめだまや奇談（原画）
- はたらキッズ マイハム組（2007年 - 2008年、原画）

2008年
- Yes!プリキュア5GoGo!（2008年 - 2009年、原画）
- 絶対可憐チルドレン（2008年 - 2009年、OP原画）
- キャシャーン Sins（2008年 - 2009年、キャラクターデザイン・総作画監督・作画監督・原画・OP1/OP2作画）

2009年
- マリー&ガリー（キャラクターデザイン・作画監督）
- ねぎぼうずのあさたろう（2008年 - 2009年、原画）
- 君に届け（原画）
- こばと。（原画）

2010年
- ギャグマンガ日和+（OP作画）
- ハートキャッチプリキュア!（2010年 - 2011年、キャラクターデザイン・作画監督・原画）
- 学園黙示録 HIGHSCHOOL OF THE DEAD（原画）
- パンティ&ストッキングwithガーターベルト（原画）

2011年
- 夢喰いメリー（原画）
- トリコ（OP原画）
- X-MEN（原画）
- 輪るピングドラム（OP原画・原画）

2012年
- 戦姫絶唱シンフォギア（原画）
- 聖闘士星矢Ω（2012年 - 2013年、キャラクターデザイン・総作画監督・作画監督・原画）

2013年
- ドキドキ!プリキュア（2013年 - 2014年、原画）
- サーバント×サービス（公式サイトにおいて劇中劇「マジカルフラワーズ」の応援イラストを提供）
- 君のいる町（OP原画）
- ONE PIECE エピソードオブメリー 〜もうひとりの仲間の物語〜（原画）

2014年
- 蟲師 特別篇『日蝕む翳』（キャラクターデザイン・総作画監督・作画監督・原画）
- ハピネスチャージプリキュア!（2014年 - 2015年、歴代プリキュア原画・原画）
- 蟲師 続章（キャラクターデザイン・総作画監督）

2016年
- 僕のヒーローアカデミア（2016年 - 2024年、キャラクターデザイン・総作画監督・作画監督・作画監督協力・原画・OP/ED作画監督）
- タイガーマスクW（ED原画）

2017年
- キラキラ☆プリキュアアラモード（2017年 - 2018年、原画）
- THE REFLECTION（キャラクターデザイン）

2023年
- 機動戦士ガンダム 水星の魔女 Season2（原画）

2024年
- わんだふるぷりきゅあ!（オープニングスタッフ）

### 劇場アニメ
1989年
- ひみつのアッコちゃん 海だ! おばけだ!! 夏祭り（動画）

1993年
- 三国志（1993年 - 1994年）
  - 三国志 第二部・長江燃ゆ!（1993年、動画）
  - 三国志 完結編・遥かなる大地（1994年、原画）

1995年
- 劇場版ママレード・ボーイ（キャラクターデザイン・原画）

1996年
- 劇場版ご近所物語（キャラクターデザイン・作画監督）

1998年
- 劇場版ポケットモンスター ピカチュウのなつやすみ（原画）

1999年
- 劇場版ポケットモンスター ピカチュウたんけんたい（原画）
- 劇場版少女革命ウテナ アドゥレセンス黙示録（原画）

2000年
- 劇場版おジャ魔女どれみ#（キャラクターデザイン・原画）
- デジモンアドベンチャー02 前編・デジモンハリケーン上陸!!　後編・超絶進化!!黄金のデジメンタル（作画監督）

2001年
- 劇場版も〜っと!おジャ魔女どれみ カエル石のひみつ（キャラクターデザイン・作画監督）
- カウボーイビバップ 天国の扉（原画）

2005年
- ONE PIECE THE MOVIE オマツリ男爵と秘密の島（原画）
- 金色のガッシュベル!! メカバルカンの来襲（原画）
- 劇場版 鋼の錬金術師 シャンバラを征く者（原画）

2006年
- 映画 ふたりはプリキュア Splash Star チクタク危機一髪!（原画）
- デジモンセイバーズ THE MOVIE 究極パワー!バーストモード発動（原画）

2007年
- ストレンヂア 無皇刃譚（原画）
- 映画 Yes!プリキュア5 鏡の国のミラクル大冒険!（原画）

2008年
- 映画ドラえもん のび太と緑の巨人伝（原画）
- 映画 Yes!プリキュア5GoGo! お菓子の国のハッピーバースディ♪（原画）

2009年
- ONE PIECE FILM STRONG WORLD（原画）

2010年
- 映画 プリキュアオールスターズDX2 希望の光☆レインボージュエルを守れ!（オリジナルキャラクターデザイン・原画）
- 映画 ハートキャッチプリキュア! 花の都でファッションショー…ですか!?（キャラクターデザイン）

2011年
- 映画 プリキュアオールスターズDX3 未来にとどけ! 世界をつなぐ☆虹色の花（オリジナルキャラクターデザイン・原画）

2012年
- 映画 プリキュアオールスターズNewStage みらいのともだち（オリジナルキャラクターデザイン）
- ONE PIECE FILM Z（原画）

2013年
- 映画 プリキュアオールスターズNewStage2 こころのともだち（オリジナルキャラクターデザイン）

2014年
- 映画 プリキュアオールスターズNewStage3 永遠のともだち（オリジナルキャラクターデザイン）

2015年
- 映画 プリキュアオールスターズ 春のカーニバル♪（オリジナルキャラクターデザイン）

2016年
- 映画 プリキュアオールスターズ みんなで歌う♪奇跡の魔法!（オリジナルキャラクターデザイン）

2018年
- 僕のヒーローアカデミア THE MOVIE 〜2人の英雄〜（キャラクターデザイン・チーフ作画監督）
- 映画 HUGっと!プリキュア♡ふたりはプリキュア オールスターズメモリーズ（オリジナルキャラクターデザイン・作画監督）
- ドラゴンボール超 ブロリー（原画）

2019年
- 僕のヒーローアカデミア THE MOVIE ヒーローズ:ライジング（キャラクターデザイン・作画監督）

2020年
- 魔女見習いをさがして（キャラクターデザイン・総作画監督・原画）

2021年
- 僕のヒーローアカデミア THE MOVIE ワールド ヒーローズ ミッション（キャラクターデザイン・チーフ作画監督）
- 映画 トロピカル〜ジュ!プリキュア 雪のプリンセスと奇跡の指輪!（キャラクターデザイン・原画）

2022年
- ONE PIECE FILM RED（原画）

2023年
- 映画 プリキュアオールスターズF（プリキュアシリーズキャラクターデザイン・作画監督）

2024年
- 僕のヒーローアカデミア THE MOVIE ユアネクスト（キャラクターデザイン・作画監督）

### OVA
1988年
- 遠山桜宇宙帖 奴の名はゴールド（動画）

1989年
- 湘南爆走族（1989年 - 1995年）
  - 湘南爆走族5 青ざめた暁（1989年、動画）
  - 湘南爆走族6 GT380ヒストリー（1990年、動画）
  - 湘南爆走族9 俺とお前のGOOD LUCK!（1993年、原画）
  - 湘南爆走族10 FROM SAMANTHA（1995年、作画監督）

1994年
- グラップラー刃牙（作画監督）

1997年
- レイアース（原画）

2000年
- ストリートファイターZERO - THE ANIMATION -（キャラクターデザイン）

2003年
- 聖闘士星矢 冥王ハーデス十二宮編（原画）

2004年
- おジャ魔女どれみナ・イ・ショ（キャラクターデザイン・総作画監督・作画監督・原画）
- トップをねらえ2!（2004年 - 2006年、原画）

2005年
- 最終兵器彼女 Another love song（原画）

2014年
- 機動戦士ガンダムUC（原画）

### Webアニメ
- おジャ魔女どれみ お笑い劇場（2019年、キャラクターデザイン）

### ゲーム
- グレート魔法大作戦（キャラクターデザイン）
- リトルバスターQ（キャラクターデザイン）
- 蟲師 天降る里（キャラクターデザイン）
- サターンボンバーマン（アニメーション原画）
- 聖闘士星矢Ω アルティメットコスモ（キャラクターデザイン）
- ブラッディロアエクストリーム（ニンテンドー ゲームキューブ版のみ、オープニングとエンディングのアニメーションのキャラクターデザイン）

### 小説挿絵・絵本イラスト
- おジャ魔女どれみ16シリーズ（東堂いづみ・原作、栗山緑 / 影山由美・著、講談社ラノベ文庫）
- 少女人形と撃砕少年　さいかいとせんとうの24時（渡辺僚一・著、集英社スーパーダッシュ文庫）
- どうわえほん ゆめのプリンセス（矢部美智代・著、宝島社）カバーイラスト
- 小説 ハートキャッチプリキュア!（東堂いづみ・原作、山田隆司・著、講談社キャラクター文庫）
- おジャ魔女どれみ おはなしえほん さいこうのおくりもの♪（東堂いづみ・原作、摘木葉枝芽・著、講談社）

### CDジャケット
- アニ＊ゆん〜anime song cover〜（Yun*chi、2015年：日本クラウン）

### その他
- 日本アニメフィルム文化連盟（公式キャラクターデザイン[5]）

## 著書
- 馬越嘉彦原画集（2010年8月発行、同人誌）
- 馬越嘉彦原画集02（2010年12月発行、同人誌）
- 馬越嘉彦 東映アニメーションワークス（一迅社、2011年7月20日発売）ISBN 978-4-7580-1221-8
- 馬越嘉彦原画集03（2011年8月発行、同人誌）
- 馬越嘉彦原画集04（2012年8月発行、同人誌）
- 改訂版 馬越嘉彦 東映アニメーションワークス（一迅社、2014年11月5日発売）ISBN 978-4-7580-1409-0
- おジャ魔女どれみ16 馬越嘉彦 Illustrations（講談社、2016年6月2日発売）ISBN 978-4-0636-4985-7
- 香川久×馬越嘉彦 バトルヒロイン作画&デザインテクニック （香川久共著、玄光社、2017年5月13日発売）ISBN 978-4-7683-0856-1
- 馬越嘉彦アニメーション原画集 第一巻（スタイル、2018年9月13日発売）ISBN 978-4802131179
- 馬越嘉彦アニメーション原画集 第二巻（スタイル、2019年9月10日発売）ISBN 978-4802131612
- 馬越嘉彦 仕事集 第一巻（スタイル、2020年1月25日発売）ISBN 978-4-90-294833-2
- おジャ魔女どれみ20's 馬越嘉彦 Illustrations+（講談社、2020年11月2日発売）ISBN 978-4-06-519564-2